# Ton Wildenbeest
Ton Wildenbeest (20 december 1962) is een Nederlands voormalig voetballer die als aanvaller speelde.
Wildenbeest begon in de jeugd bij Silvolde en brak door bij De Graafschap waar hij van 1981 tot 1985 speelde. Hierna zou hij voor VV Rheden gaan spelen maar kreeg een contract bij N.E.C. waarna hij in 1986 alsnog naar Rheden ging.
Naast het voetbal had hij cultuurtechniek gestudeerd en was daarna werkzaam in dat vakgebied bij o.a. Shell en de Nederlandse Gasunie. 